# Nicolai Abraham Abildgaard
Nikolaj Abraham Abildgaard (Copenaghen, 11 settembre 1743 – Frederiksdal, 4 giugno 1809) è stato un pittore danese.

## Biografia
Figlio dell'incisore Søren Abildgaard, che ne fu il primo maestro, dal 1764 studiò all'Accademia Reale Danese d'Arte di Copenaghen, distinguendosi per le sue doti che lo portarono a vincere diversi premi.
Nel 1769 divenne assistente all'Accademia. In questo periodo realizzò decorazioni in stile neoclassico, spesso commissionate dalla casa reale danese, in cui si rintracciano influenze di artisti francesi come Claude Lorrain e Nicolas Poussin.
Nel 1772 Abildgaard si recò a Roma, dove subì il fascino dell'arte romana antica e dove ammirò la pittura dei grandi Maestri italiani, in particolare di Raffaello, Tiziano, Michelangelo e Annibale Carracci.
Nel 1776 un'escursione a Napoli gli diede l'opportunità di avvicinarsi alla pittura di genere storico.
Nel 1777 tornò in Danimarca e divenne professore all'Accademia di Copenaghen, contribuendo a gettare le basi per il periodo artistico noto come l'Età dell'Oro della Pittura Danese. Come professore dell'Accademia, di cui fu anche direttore dal 1789 al 1791 e poi dal 1801 al 1809, Abildgaard ebbe tra i suoi studenti Asmus Jacob Carstens, Bertel Thorvaldsen e Christoffer Wilhelm Eckersberg, che sarebbero diventati a loro volta professori dell'Accademia. In questi anni molte sue opere sono interpretazioni melodrammatiche di episodi di mitologia greca e nordica, in particolare di Ossian.
Produsse non solo opere monumentali, ma anche pezzi più piccoli, come illustrazioni, progettò vecchi costumi nordici, fece alcune sculture ed incisioni.
Al pari dello scultore svedese Johan Tobias Sergel e del pittore Johann Heinrich Füssli, Abildgaard si allontana dal classicismo tipico degli ambienti accademici per avvicinarsi dapprima al neoclassicismo e poi al romanticismo nordico, che contribuì a diffondere nella sua patria sia con l'opera pittorica che con l'insegnamento.

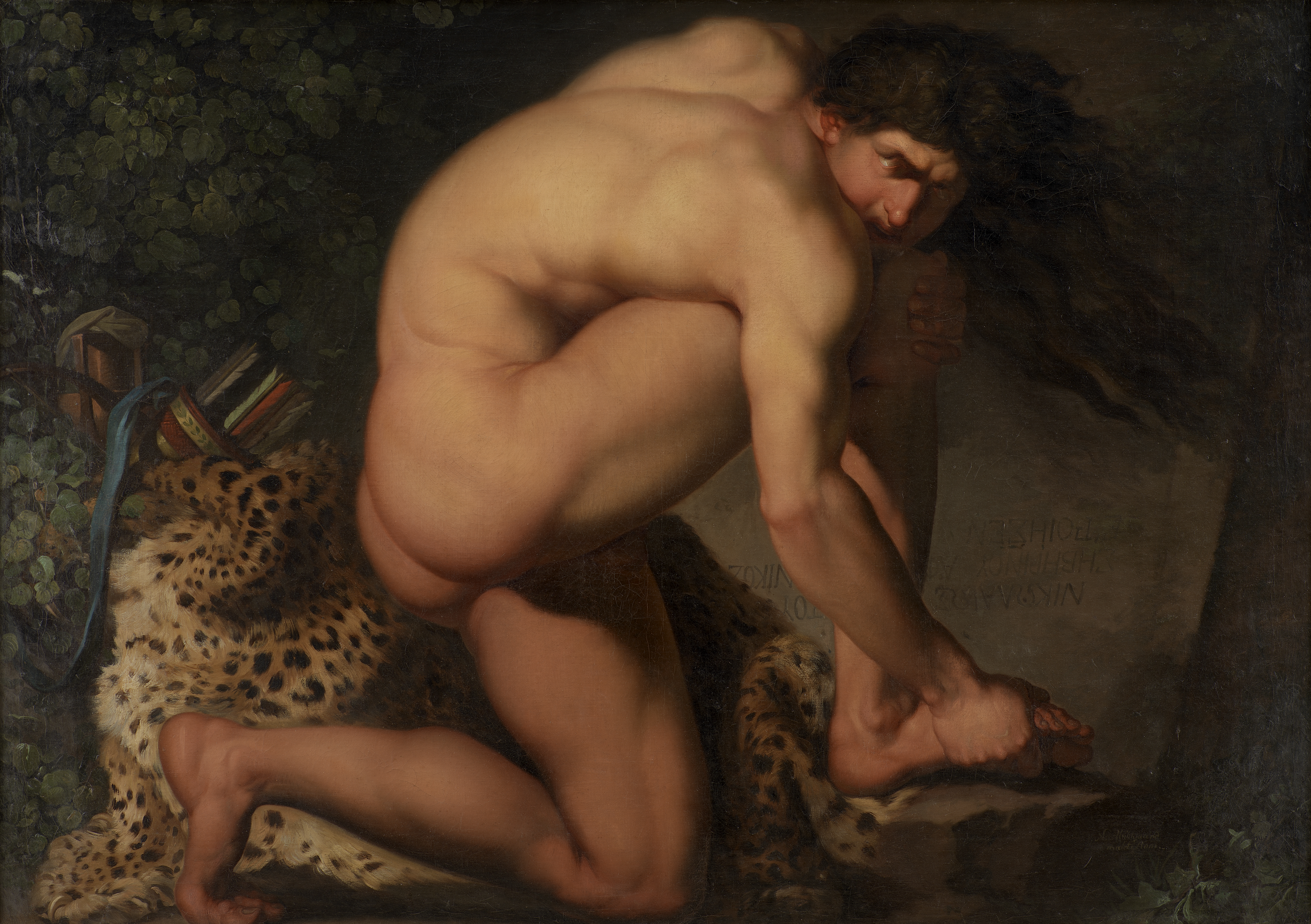
Filottete (1775; Copenaghen, Statens Museum for Kunst).

Il suo stile, notevole specialmente per il senso del colore, appare talvolta freddo, troppo attento alla teoria e non ispirato dalla natura, ma con un tono molto armonioso: in questo si avverte l'influenza di grandi pittori del passato e di alcuni suoi contemporanei, come William Blake.
Nel 1780 ebbe il prestigioso incarico di decorare una parte del Palazzo di Christiansborg; scelse di dipingere una storia della Danimarca, usando anche elementi allegorici e mitologici, per glorificare il governo; buona parte di questi lavori rimasero distrutti da un incendio scoppiato all'interno del Palazzo nel 1794.

Nonostante queste opere, Abildgaard era un libero pensatore religioso e un sostenitore della riforma politica, entrando spesso in conflitto con le autorità per alcuni suoi scritti e disegni satirici.
Entusiasmato dalla Rivoluzione francese, cercò di dare spazio a questi ideali rivoluzionari con la sua arte; queste scelte frenarono però la sua carriera, riducendo drasticamente il numero di commissioni.
Negli ultimi anni della sua vita si rivolse a una clientela borghese, prediligendo temi erotici tratti da Apuleio, Omero e altri autori classici.
Nel 1804 ricevette una commissione per una serie di dipinti per la sala del trono nel nuovo palazzo, ma i suoi disaccordi con il principe ereditario misero fine a questo progetto. Tuttavia continuò a fornire alla corte disegni per mobili e decorazioni per le camere.
Abildgaard morì a Frederiksdal il 4 giugno 1809.